# Tanc de tempestes

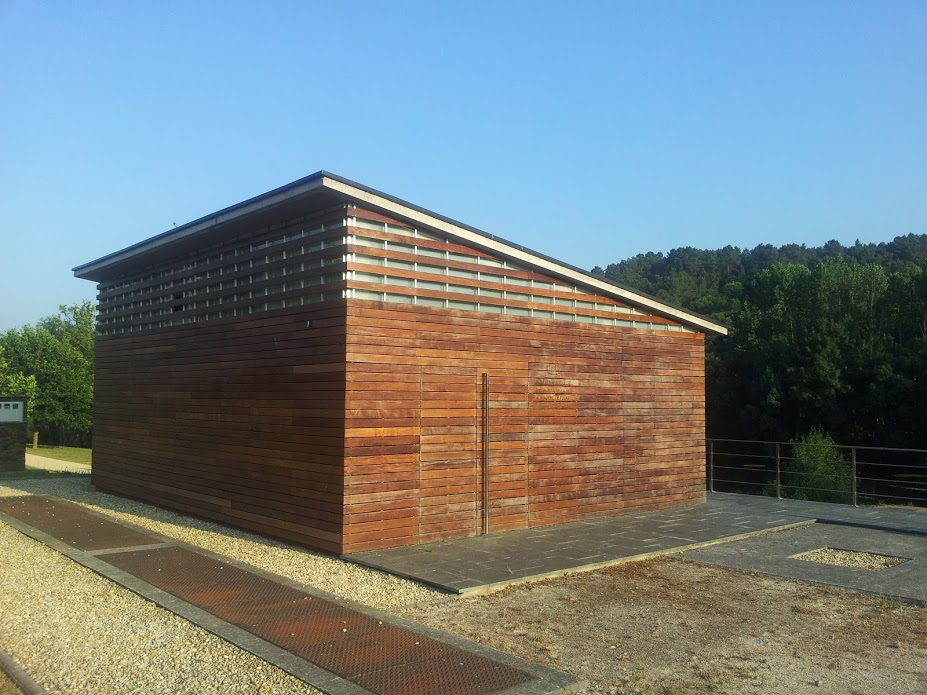
Part visible d'un tanc al costat del riu Miño (Lugo, Espanya).

Un tanc de tempestes, també conegut com a sobreeixidor, és una infraestructura del clavegueram consistent en un dipòsit dedicat a capturar i retenir l'aigua de pluja transportada pels col·lectors, sobretot quan hi ha precipitacions molt intenses, per disminuir la possibilitat d'inundacions en els casos en què la capacitat d'escorregut de l'aigua és menor que el volum de pluja.
Té a més la funció de fer una predepuració en evitar que les primeres aigües de pluja, que són les més contaminades -perquè encara que la pluja està molt neta, produeix una neteja de l'asfalt-, s'aboquin directament a sistemes naturals aquàtics com per exemple, rius, quan realitzen un procés de depuració d'aigües residuals, perquè una vegada descontaminada, l'aigua pugui ser abocada a corrents o masses d'aigua per al seu aprofitament posterior.
Aquests dispositius destinats a laminar els cabals màxims d'una avinguda, són particularment importants a les àrees on s'ha produït una impermeabilització massiva de les conques, per exemple a causa de la urbanització. Són particularment importants en el cas que la xarxa de clavegueram com un sistema unitari, és a dir que condueix, barrejant-les, les aigües servides i les aigües pluvials, com és el cas de les famoses clavegueres de París.